# Rob Alflen
Rob Alflen (ur. 7 maja 1968 w Utrechcie) – holenderski piłkarz występujący na pozycji pomocnika, a także trener. 
Jego ojciec, Loek Alflen był zapaśnikiem i olimpijczykiem z Rzymu w 1960 roku.

## Kariera
Alflen profesjonalną karierę rozpoczynał w FC Utrechcie. Po raz pierwszy w Eredivisie zagrał 20 kwietnia 1986, w przegranym 0-2 pojedynku z Feyenoordem Rotterdam. Łącznie w debiutanckim sezonie rozegrał siedem spotkań. Rok później zdobył pierwszego gola w karierze. Stało się to 22 marca 1987 w wygranym 5-3 meczu przeciwko Excelsiorowi Rotterdam. Uplasował się także z zespołem na szóstym miejscu w tabeli i wywalczył awans do Pucharu UEFA. Te rozgrywki zakończyli jednak już na drugiej rundzie, po porażce w dwumeczu z Hellasem Werona. Kwalifikację do europejskich pucharów wywalczyli ponownie w 1991 roku, ale Alflen odszedł wtedy do Ajaxu Amsterdam.
W barwach nowym klubu zadebiutował 6 sierpnia 1991, w przegranym 0-2 spotkaniu z Vitesse Arnhem. W swoim pierwszym sezonie zdobył Puchar UEFA, po pokonaniu w dwumeczu Torino FC. W trakcie kolejnych lat pobytu na Amsterdam ArenA wywalczył dwa mistrzostwa Holandii, Puchar Holandii, Ligę Mistrzów, Superpuchar Europy, a także Puchar Interkontynentalny.
W 1995 roku, nie mogąc liczyć na grę w składzie Ajaxu, odszedł do Vitesse Arnhem. Tam również nie przebił się do wyjściowej jedenastce, zaliczając siedem spotkań w tej drużynie.
Został więc zawodnikiem Sparty Rotterdam. W tym klubie spędził jeden sezon i przeszedł do drugoligowego Heraclesa Almelo. Regularnie występował tam w pierwszym składzie, będąc podstawowym graczem tego zespołu. Po dwóch latach pobytu w Almelo przeniósł się do pierwszoligowego SC Cambuur. W tej drużynie zakończył karierę w 2000 roku.
W Eredivisie rozegrał 226 spotkań i zdobył 22 bramki.
| Sezon   | Klub             | Kraj     | Rozgrywki     | Mecze | Bramki |
| ------- | ---------------- | -------- | ------------- | ----- | ------ |
| 1985/86 | FC Utrecht       | Holandia | Eredivisie    | 7     | 0      |
| 1986/87 | FC Utrecht       | Holandia | Eredivisie    | 18    | 3      |
| 1987/88 | FC Utrecht       | Holandia | Eredivisie    | 28    | 2      |
| 1988/89 | FC Utrecht       | Holandia | Eredivisie    | 31    | 4      |
| 1989/90 | FC Utrecht       | Holandia | Eredivisie    | 25    | 0      |
| 1990/91 | FC Utrecht       | Holandia | Eredivisie    | 33    | 7      |
| 1991/92 | AFC Ajax         | Holandia | Eredivisie    | 9     | 2      |
| 1992/93 | AFC Ajax         | Holandia | Eredivisie    | 14    | 1      |
| 1993/94 | AFC Ajax         | Holandia | Eredivisie    | 4     | 1      |
| 1994/95 | AFC Ajax         | Holandia | Eredivisie    | 0     | 0      |
| 1995/96 | Vitesse Arnhem   | Holandia | Eredivisie    | 7     | 0      |
| 1996/97 | Sparta Rotterdam | Holandia | Eredivisie    | 25    | 1      |
| 1997/98 | Heracles Almelo  | Holandia | Eerstedivisie | 25    | 2      |
| 1998/99 | Heracles Almelo  | Holandia | Eerstedivisie | 27    | 8      |
| 1999/00 | SC Cambuur       | Holandia | Eredivisie    | 26    | 0      |